# Gewone spinkrab
De gewone spinkrab (Hyas araneus) is een krab uit de familie Oregoniidae, die vrij algemeen is voor de Belgische en de Nederlandse kust. De wetenschappelijke naam van de soort werd als Cancer araneus in 1758 gepubliceerd door Carl Linnaeus.

## Kenmerken
De gewone spinkrab heeft een driehoekig-eivormig carapax, waarvan de lengte maximaal 10,5 cm bedraagt (normaal 6 cm). Ze bezit gesteelde ogen die terugklapbaar zijn. De voorste rand van het rugschild bezit een plat, driehoekig rostrum. Dit rostrum bezit twee tanden en draagt een dubbele rij haakvormige setae. De schaarpoten zijn relatief slank en korter dan het eerste paar looppoten (pereopoden). De gehele carapax draagt haakvormige setae, de poten hebben een rechte beharing.
De gewone spinkrab is meestal roodachtig tot rozebruin gekleurd. Ze is voor de leek vrij moeilijk te onderscheiden van de verwante rode spinkrab.

## Verspreiding en ecologie
De gewone spinkrab komt voor op allerlei substraten, al dan niet begroeid met algen, vanaf de getijdenzone tot op 50 m diepte. Het is een Noord-Atlantische soort die gevonden wordt tot Rhode Island in het westen en tot de Noord-Franse kust in het oostelijk deel van zijn areaal.
Ze voeden zich voornamelijk met algen en weekdieren. Ook vlokreeftjes, aasgarnalen en mosdiertjes staan op het menu (Hartnoll 1963).